# Escalera principal del Real Alcázar de Madrid

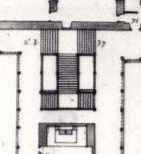
La escalera principal del Alcázar, en que se muestra al sur al capilla y a la izquierda y derecha las galerías de los patios (Detalle del plano de Juan Gómez de Mora, 1626)

La escalera principal del Real Alcázar de Madrid fue una de las estancias de este edificio desaparecido, notable por valor artístico y ceremonial. 

## Historia
El alcázar contó con una escalera de cierta importancia desde las reformas realizadas por Juan II de Castilla. Su posición (en el lado oeste del patio oeste y al norte de la capilla) se mantuvo hasta el incendio del Real Alcázar en 1734. 
A principios del siglo XVI, Carlos I de España ordenó a los arquitectos Alonso de Covarrubias y Luis de Vega, realizar una reforma del alcázar madrileño que incluyó su ampliación mediante un segundo patio de proporciones similares al existente y situado al oeste de este. Con esta reforma, la escalera y la capilla quedaban situados en la crujía entre ambos patios, el del rey (patio antiguo u oeste) y el de la reina (patio nuevo o este). 
La escalera fue realizada entre 1536 y 1547 por el maestro Juan Francés, de acuerdo con el diseño de Covarrubias.

## Descripción

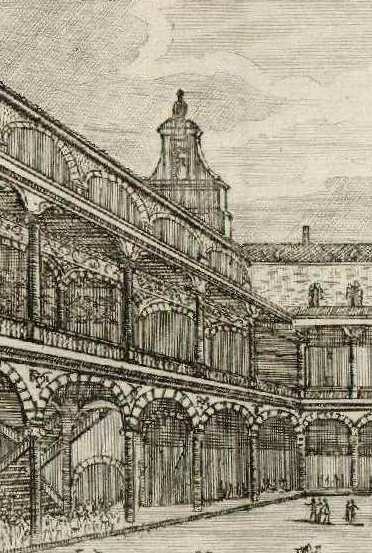
Vista de las galerías del patio de la reina, a través de las cuales se ve la escalera principal del Alcázar (Detalle de un grabado, h. 1700)

Desde la reforma de Covarrubias, la escalera tomó un aspecto similar al estilo renacentista de los patios del rey y de la reina, que flanqueaban y a los que se abría la escalera. Esta característica de doble apertura a los patios fue la principal innovación de la escalera. La tipología de la escalera se ha considerado una evolución de la escalera claustral, llegando a ser denominada una escalera doble claustral. 
Era de caja abierta, lo que permitía una visión amplia de ambos patios desde la escalera, así como de un patio al otro. 
Contaba con unos 140 metros cuadrados y unos 50 escalones.  
A través de la escalera principal se accedía a los cuartos del rey y de la reina situados en el piso superior del alcázar.